# Andoorn
Andoorn (Stachys) is een geslacht van ongeveer driehonderd soorten eenjarige en overblijvende, kruidachtige en struikachtige planten uit de lipbloemenfamilie (Lamiaceae). Het geslacht is verspreid over Europa, Azië, Afrika, Australazië en Noord-Amerika.
De stengel is 0,5-3 m lang en bezet met enkelvoudige, tegenoverstaande, driehoekige, getande, 1-14 cm lange bladeren. Bij de meeste soorten zijn de bladeren zachtbehaard. De kleur van de bloemen varieert van wit tot roze, paars, rood of zacht geel.
Sommige soorten in het geslacht zijn in het verleden medicinaal gebruikt voor de behandeling van wonden.
Soorten die voorkomen in België en Nederland zijn:
- Akkerandoorn (Stachys arvensis) (in België kwetsbaar)
- Alpenandoorn (Stachys alpina) (in België met uitsterven bedreigd)
- Bergandoorn (Stachys recta)
- Betonie (Stachys officinalis) (in België zeldzaam)
- Bosandoorn (Stachys sylvatica)
- Moerasandoorn (Stachys palustris)

Alleen in België voorkomend is:
- Zomerandoorn (Stachys annua)

Een aantal andere soorten zijn:
- Stachys affinis (Japanse andoorn of Chinese artisjok, de wortels worden als groente gegeten)
- Stachys alopecuros
- Stachys annua (Zomerandoorn) (neofyt)
- Stachys bullata
- Stachys byzantina
- Stachys candida
- Stachys chrysantha
- Stachys ciliata
- Stachys citrina
- Stachys coccinea
- Stachys corsica
- Stachys cretica
- Stachys discolor
- Stachys ehrenbergii
- Stachys germanica (Duitse andoorn)
- Stachys hyssopifolia
- Stachys iva
- Stachys lavandulifolia
- Stachys libanotica
- Stachys macrantha
- Stachys macrostachya
- Stachys pumila
- Stachys riddellii
- Stachys sylvestris
- Stachys tenuifolia

... · 
S. alpina (Alpenandoorn) · 
S. annua (Zomerandoorn) · 
S. arvensis (Akkerandoorn) · 
S. byzantina (Ezelsoor) · 
S. officinalis (Betonie) · 
S. palustris (Moerasandoorn) · 
S. recta (Bergandoorn) · 
S. sylvatica (Bosandoorn) · 
...
... · 
Ajuga (Zenegroen) · 
Anisomeles · 
Ballota (Ballote) · 
Basilicum · 
Cleonia · 
Clinopodium (Steentijm) · 
Dasymalla · 
Galeopsis (Hennepnetel) · 
Glechoma · 
Haplostachys · 
Hemiandra · 
Hyssopus · 
Lagochilus · 
Lamiastrum · 
Lamium (Dovenetel) · 
Lavandula (Lavendel) · 
Leonurus · 
Lycopus · 
Marrubium · 
Melissa (Melisse) · 
Mentha (Munt) · 
Nepeta (Kattenkruid) · 
Ocimum (Basilicum) · 
Origanum (Marjolein) · 
Perovskia · 
Phlomis · 
Prunella (Brunel) · 
Renschia · 
Rosmarinus · 
Salvia (Salie) · 
Satureja (Bonenkruid) · 
Scutellaria (Glidkruid) · 
Stachys (Andoorn) · 
Teucrium (Gamander) · 
Thymus (Tijm) · 
Vitex · 
Westringia · 
...